# Rebel·lió de Bussa
La Rebel·lió Bussa (o Boussa) va ser una petita insurrecció en la ciutat de Bussa contra la política del govern indirecte de Nigèria controlada pels britànics, el juny de 1915.
La rebel·lió va ser provocada per la deposició de l'Emir de Bussa, Kitoro Gani per a ser substituït per una administració nativa controlada pels britànics. Els rebels van matar aproximadament la meitat dels membres de l'Administració, mentre que la resta va poder fugir, deixant el control de Bussa als rebels. Tot i la contínua campanya de Kamerun contra l'Imperi alemany, els britànics van ser capaços d'utilitzar una petita força de soldats per a reprimir ràpidament la rebel·lió sense patir baixes.

## Context
Durant la Primera Guerra Mundial, l'augment de les demandes combinada amb la seva creixent escassetat de mà d'obra, va augmentar la pressió sobre les possessions colonials britàniques i franceses a l'Àfrica Occidental.
Els aixecaments en la Nigèria britànica i en el Dahomey francès va servir per a «avergonyir» al colons i es van prendre precaucions especials per suprimir-los. Les rebel·lions dels pobles Egba i Iseyin van causar una especial preocupació.

## La rebel·lió

### Antecedents

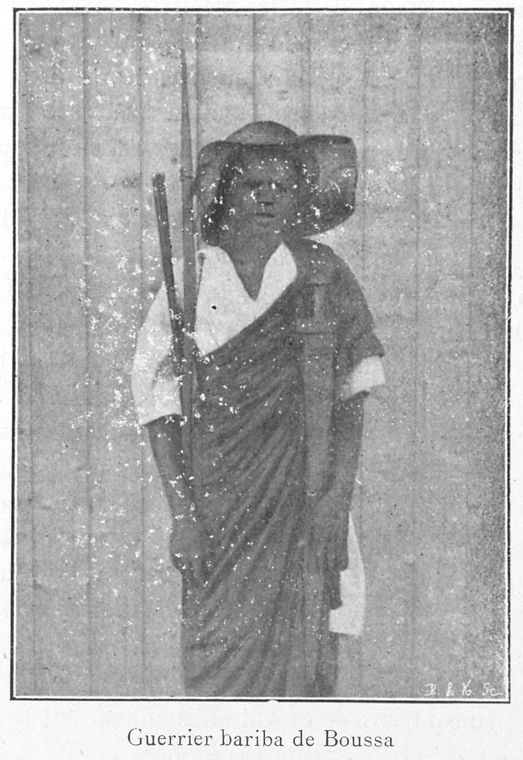
Guerrer bariba de Bussa, 1900

Bussa es troba a la província de Borgu, al nord-est de Nigèria. Tradicionalment, Bussa era part de l'Emirat de Borgu, però va ser conquerida pels britànics i la van annexar al Protectorat de Nigèria del Nord. Entre 1912 i 1914, sota els auspicis de Frederick Lugard, el nord i sud de Nigèria es van fusionar per a formar el Protectorat de Nigèria.
Lugard era partidari de limitar el lliure govern local en forma d'un govern indirecte, basat en els tradicionals grups tribals però sota la protecció general i control britànic. Lugard va argumentar que, sempre que fos possible, s'havien de conservar els aristòcrates o reis precolonials com a governants indirectes al servei britànic, amb el fi de donar major legitimitat al sistema.
Però l'emir hereditari de Bussa, Kitoro Gani, es va considerar un governant feble que no tenia prou influència per a recaptar impostos o omplir les quotes de treballadors per a treballar en la construcció de ferrocarrils. Per tant, en 1912, el Resident de Yelwa, A.C. Boyd, va aprovar una reforma administrativa important en què l'Emirat de Borgu quedava dividit en àrees administratives, cadascuna governada per una administració nativa o «Beit-el-mal». En Bussa, l'administració va ser posada sota el control de Turaki, exconseller reial. També es van imposar impostos.

### La rebel·lió
La data exacta de l'inici de la insurrecció és desconeguda, però es va produir a principis de juny de 1915.
Una força d'uns 600 rebels, liderats per Sabukki, un príncep local, va ocupar Bussa. Els rebels estaven armats amb arcs i fletxes, i van aconseguir capturar i matar la meitat dels membres de la nova administració nativa que es va establir només tres mesos abans. Els restants membres de l'Administració van poder fugir del districte.
Encara que va ser petita, la rebel·lió va causar pànic perquè les autoritats britàniques no disposaven de suficients tropes.

### La repressió
El British District Official local, Hamilton-Brown, va rebre les notícies de la rebel·lió el 16 de juny. Els enfrontaments amb les forces alemanyes en la campanya de Kamerun va limitar les forces que estaven a la seva disposició, però Hamilton-Brown va aconseguir reunir una petita força de la West African Frontier Force (WAFF) i de la policia de Nigèria (NPF).
La força del governador es va traslladar a Bussa i es va produir una escaramussa amb els rebels; no va morir cap soldat i només es van efectuar 150 trets.
Sabukki van fugir al proper Dahomey francès, però la rebel·lió no es va estendre a la colònia francesa.